# Palpita quadristigmalis
Palpita quadristigmalis es una especie de polillas perteneciente a la familia Crambidae descrita por Achille Guenée en 1854. 
Se encuentra en América del Norte, donde se ha registrado desde Quebec y Ontario hasta Florida, al oeste hasta Arizona y al norte hasta Colorado.
La envergadura es de 13,5-14,5 mm. Las alas anteriores son de color blanco translúcido con una franja de color marrón oscuro a lo largo del borde que contiene tres puntos negros en la mitad basal. Las alas posteriores son blancas con un punto discal oscuro. Los adultos vuelan en mayo y junio en el norte y casi todo el año en la parte sur del área de distribución.
Las larvas se alimentan de especies de Ligustrum.